# Vendicatori Accademia
Vendicatori Accademia (Avengers Academy) è una serie a fumetti pubblicata dalla Marvel Comics.
Racconta di nuovi e giovani supereroi che imparano ad utilizzare al meglio i loro poteri in una speciale accademia per supereroi in cui insegnano Wasp/Giant-Man alias Henry Pym, la supereroina Tigra, alias Greer Grant, Quicksilver, alias Pietro Maximoff, Occhio di Falco, alias Clint Barton, Jocasta ed Ercole.

## Personaggi

### Insegnanti
- Wasp/Giant-Man (Henry Johnatan Pym)
- Tigra (Greer Grant Nelson)
- Occhio di Falco (Clinton Barton)
- Quicksilver (Pietro Maximoff)
- Jocasta
- Ercole

### Studenti
- Finesse (Jeanne Foucault)
- Lightspeed (Julie Power)
- Striker (Brandon Sharpe)
- Loa (Alani Ryan)
- Ricochet (Johnathon Gallo)
- Fiona
- Turbo (Michiko Musashi)
- Wiz Kid (Takashi Matsuya)